# Kelsi Monroe
Kelsie Monroe (Fort Lauderdale, Florida; 30 de junio de 1992) es una actriz pornográfica y modelo erótica estadounidense.

## Biografía
Kelsie Monroe, nombre artístico de Bianca Christine Brodeur, comenzó una breve carrera como modelo erótica para pasar poco después a la industria del entretenimiento para adultos, tras ser descubierta por un cazatalentos en un Walmart.
Como actriz, ha trabajado para productoras del sector como Evil Angel, Tushy, Mofos, Brazzers, Hard X, Naughty America, Reality Kings, Blacked, Girlfriends Films, Digital Playground, Pure Play Media, Sweetheart Video o Jules Jordan Video, entre otras.
Rodó su primera escena de doble penetración en la película DP Me 3, en 2015 y con el estudio Hard X, junto a Erik Everhard y Mick Blue. Ese mismo año conseguiría su primera nominación en los Premios AVN, en la categoría de selección de fans a Mejor debutante.
En 2016 lograría tres nuevas nominaciones en los Premios AVN, destacando las de Mejor actuación solo / tease por Big Anal Asses 3 y a Mejor escena POV de sexo por Tony Rubino's POV Booty; así como una a los Premios XBIZ a la Mejor escena de sexo en película gonzo por Mr. Anal 15.
Repetiría dos nuevas nominaciones a la Mejor actuación solo / tease en las ediciones de 2017 y 2019, por Anikka vs Kelsi y Ass Parade 66, respectivamente; por ese último trabajo también fue nominada a la Mejor escena de sexo chico/chica.
Ha rodado más de 390 películas como actriz.

## Premios y nominaciones
| Año  | Ceremonia                   | Resultado | Premio                                 | Trabajo                          |
| ---- | --------------------------- | --------- | -------------------------------------- | -------------------------------- |
| 2015 | Premios AVN                 | Nominada  | Premio fan: Debutante más rompedora    | —                                |
| 2015 | Spank Bank Awards           | Nominada  | Best Legs                              | —                                |
| 2015 | Spank Bank Awards           | Nominada  | Porn's Next "It" Girl                  | —                                |
| 2016 | Premios AVN                 | Nominada  | Mejor actuación solo / tease           | Big Anal Asses 3                 |
| 2016 | Premios AVN                 | Nominada  | Mejor escena POV de sexo               | Tony Rubino's POV Booty          |
| 2016 | Premios AVN                 | Nominada  | Premio fan: Culo más épico             | —                                |
| 2016 | Premios XBIZ                | Nominada  | Mejor escena de sexo en película gonzo | Mr. Anal 15                      |
| 2016 | Spank Bank Awards           | Nominada  | Best All Around Porn Goddess           | —                                |
| 2016 | Spank Bank Awards           | Nominada  | Best Booty                             | —                                |
| 2016 | Spank Bank Awards           | Nominada  | Countess of Contortionism              | —                                |
| 2016 | Spank Bank Awards           | Nominada  | Hardest Working Ho in Ho Biz           | —                                |
| 2016 | Spank Bank Awards           | Nominada  | Most Underrated Slut                   | —                                |
| 2016 | Spank Bank Awards           | Nominada  | PAWG of the Year                       | —                                |
| 2016 | Spank Bank Technical Awards | Ganadora  | Double Tapped                          | —                                |
| 2017 | Premios AVN                 | Nominada  | Mejor actuación solo / tease           | Anikka vs Kelsi                  |
| 2017 | Premios AVN                 | Nominada  | Mejor escena de sexo lésbico           | Lesbian Beauties 16: Interracial |
| 2018 | Spank Bank Awards           | Nominada  | Contessa of Cum                        | —                                |
| 2018 | Spank Bank Awards           | Nominada  | PAWG of the Year                       | —                                |
| 2018 | Spank Bank Awards           | Nominada  | Size Queen                             | —                                |
| 2019 | Premios AVN                 | Nominada  | Mejor actuación solo / tease           | Ass Parade 66                    |
| 2019 | Premios AVN                 | Nominada  | Mejor escena de sexo chico/chica       | Ass Parade 66                    |